# Gomiécourt
Gomiécourt is een gemeente in het Franse departement Pas-de-Calais (regio Hauts-de-France) en telt 169 inwoners (1999). De plaats maakt deel uit van het arrondissement Arras.

## Geografie
De oppervlakte van Gomiécourt bedraagt 3,6 km², de bevolkingsdichtheid is 46,9 inwoners per km².
De onderstaande kaart toont de ligging van Gomiécourt met de belangrijkste infrastructuur en aangrenzende gemeenten.

## Demografie
Onderstaande figuur toont het verloop van het inwonertal (bron: INSEE-tellingen).

## Oorlogsgraven
- op het grondgebied van het dorp ligt de Britse militaire begraafplaats Gomiecourt South Cemetery met gesneuvelden uit de Eerste Wereldoorlog.